# Simon Iniesta
Pour les articles homonymes, voir Iniesta (homonymie).
Simon Iniesta, né le 7 septembre 1948 à Nîmes, est un footballeur professionnel français évoluant au poste de milieu de terrain.

## Carrière
Il commence sa carrière à l'Union Montilienne Sportive ou il finit vice-champion amateur en 1970, son club joue la saison suivante en D2.
Ses bonnes performances lui permettent de s'engager au Nîmes Olympique, un des ténors du championnat de France de 1re division.
Mais ses bonnes performances sont brisées par une blessure lors d'un match contre le FC Metz qui mettra en terme à sa carrière de haut niveau.
Il retourne alors jouer à l'Union Montilienne Sportive qui entre-temps a été rétrogradée en amateurs.

## Palmarès
- Vice-Champion de France : 1972 avec le Nîmes Olympique.